# AB Damkappor
AB Damkappor, med varumärket Distingo i Kristianstad var en textilindustri som tillverkade damkappor och damdräkter. Bolaget bildades 1923 och hade 1947 280 arbetare anställda med ett aktiekapital om 1,250,000 kronor.

## Moderbolag och företagsledning
På 1940-talet började P. Em. Lithander & Co AB med tillverkning av konfektion genom dotterbolagen AB Pelanco, AB Damkappor i Kristianstad och AB Varla Konfektion. 1955 lades engrosförsäljningen av tyger ned och bolaget flyttade sin verksamhet till Kungsbacka där ett nytt dotterbolag bildades, AB Validamaskiner. Krisen i den svenska konfektionsbranschen drabbade bolaget P. Em. Lithander som lade ned bolagen AB Pelanco 1958, AB Varla Konfektion 1965 och AB Validamaskiner 1966 och AB Damkappor 1970.
Företagsledningen bestod 1947 av disponenten Erik Nilsson, verkställande direktören Georg Lithander och kontorschefen Alfhild Ringdahl. Styrelse var disponent David Kristensson, direktör Bengt Lithander och direktör Georg Lithander. En modedesigner på företaget var Vera Öhrn. Efter konfektionsutbildning i Stockholm anställdes hon 1933  vid Distingo i Kristianstad och arbetade där i 37 år.

### Företagshistoria
1928 byggde företaget en ny stor fabrik vid Götgatan, tillbyggt 1935. Under andra världskriget tillverkade företaget uniformer för kvinnlig personal. Den gamla fabriken vid Götgatan kallas Distingohuset. Den var på 1960-talet en syfabrik med kvinnor som arbetade oftast med låga löner och ackordsystem. 1963 hade fabriken 300 anställda. Det höga arbetstempot gav  hälsoproblem och hög sjukfrånvaro. Fabriken tvingades senare även importerade kläder från Polen, Baltikum och Kina. Men trots detta fick Distingos fabrik lägga ner 1970.Vid nedläggningen hade fabriken 200 anställda.

## Efter fabrikens nedläggning
Efter fabrikens nedläggning har huset använts för andra syften.1971 kom karate till Kristianstad och gick under Kristianstad Judoklubb. Karaten blev en sektion i judoklubben. Träningen hölls i samma lokal som judon nämligen i Distingo-huset. Kursverksamheten vid Lunds Universitet använde en del av huset i sin undervisning. 2022  huserade Drottning Blankas gymnasieskola i huset och där bedrevs även kurser för seniorer.